# Julius Robin Weigel
Julius Robin Weigel (* 1987 in Buxtehude) ist ein deutscher Schauspieler.

## Leben
Julius Robin Weigel wurde als ältester von fünf Brüdern geboren. Er wuchs in Kassel, Ostfriesland und in der Kleinstadt Seesen im Harz auf. Von 2003 bis 2008 war er als Rapper und Songwriter der Hip-Hop-Band „High HeadZ“ aktiv.
Nach dem Abitur und einem einjährigen Aufenthalt in England wurde er für eine Schauspielausbildung an der Theaterakademie August Everding in München angenommen, jedoch nach einem Jahr aus dem Studiengang entlassen. Von Herbst 2009 bis Sommer 2013 absolvierte er dann seine Schauspielausbildung an der Kunstuniversität Graz (vormals Universität für Musik und darstellende Kunst Graz). Während seines Studiums trat er 2012 im Theater im Palais in Graz als Titelheld in einer Bühnenfassung der Odyssee auf. Außerdem gastierte er 2013 mit der Produktion King Arthur im Heimatsaal Graz. Sein Schauspielstudium beendete er mit einem selbst geschriebenen und inszenierten Ein-Personen-Stück als Abschlussarbeit.
Nach Abschluss seiner Ausbildung hatte er sein erstes Festengagement Von 2013 bis 2015 am Theater Lübeck. Hier trat er u. a. als Cornwall/Albany in König Lear (2013–2014), als Thidias/Ventidius/Bote in Antonius und Cleopatra (2014), als Prinz im Weihnachtsmärchen Die kleine Meerjungfrau (2014, nach Hans Christian Andersen) und als ehemaliger Nationalsozialist Hans Miklas in Mephisto (2015) auf. Im Großprojekt der Spielzeit 2013/14, der Uraufführung von Michael Wallners Schauspiel-Revue Willy Brandt – Die ersten 100 Jahre, verkörperte Weigel mehrere Figuren: Egon Bahr, den politischen Wegbegleiter von Willy Brandt, den DDR-Spionagechef Markus Wolf und den mittleren Brandt-Sohn Lars. 2014 spielte er in der Inszenierung von Peter Handkes Stück Immer noch Sturm die Rolle des Benjamin, den jüngsten Bruder eines Geschwister-Quartetts. Außerdem stand er in der Spielzeit 2013/14 ab Juni 2014 in der Comedy-Show Robins WM-Studio beim Jungen Studio des Theaters Lübeck auf der Bühne. In der Spielzeit 2014/15 übernahm er die als „rasender Teenie“ angelegte Rolle des Lysander in der Semi-Oper The Fairy-Queen von Henry Purcell.
Ab 2016 war Weigel festes Ensemblemitglied am Theater Vorpommern. Er debütierte dort als Polizist in der Produktion Blues Brothers. 2016–2017 spielte er dort den Bundeswehrmajor Lars Koch, den Angeklagten, in Ferdinand von Schirachs Schauspiel Terror. In der Spielzeit 2016/17 übernahm er am Theater Vorpommern in Greifswald die Rolle des Mephisto in der 80-minütigen Produktion «Faust. Ein Fragment» (nach Goethe). In der Spielzeit 2016/17 war er außerdem der Redakteur Hovstadt in einer Neuinszenierung des Ibsen-Dramas Ein Volksfeind. Im Sommer 2017 verkörperte er den Robin Hood im Stück Robin Hood – König von Sherwood Forest von Thomas Finn und Volker Ullmann bei den Freilichtaufführungen in der Klosterruine Eldena. In Faust und Ein Volksfeind war er am Theater Vorpommern auch in der Spielzeit 2018/19 zu sehen.
Im ZDF-Fernsehdreiteiler Ku’damm 59 (Erstausstrahlung: Frühjahr 2018) spielte er im 2. Teil den Berliner Tankwart Klaus, mit dem die in ihrer Ehe enttäuschte und sexuell frustrierte Hauptfigur Eva Fassbender (Emilia Schüle) eine Affäre eingeht. In den Jahren 2020/21 war er in insgesamt knapp 60 Folgen als Bösewicht Bastian Zwinger in der RTL-Serie Alles was zählt zu sehen. In der 19. Staffel der ZDF-Serie SOKO Wismar (2022) übernahm er eine Episodenrolle als tatverdächtiger Architekt Gunnar Schäfer und in der 20. Staffel (2023) als tatverdächtiger Imbissbudenbesitzer David Jung.
Julius Robin Weigel lebt in Berlin.

## Filmografie (Auswahl)
- 2018: Ku’damm 59: Der Skandal (Fernseh-Dreiteiler, Episodenrolle)
- 2019: Annalena (Kurzfilm)
- 2020: Flucht über die Grenze (Kinofilm)
- 2020–2021: Alles was zählt (Fernsehserie, Serienrolle)
- 2022: SOKO Wismar: Das größere Übel (Fernsehserie, eine Folge)
- 2023: SOKO Wismar: Wolfgang, der Würger (Fernsehserie, eine Folge)